# Pomona (Kalifornia)
Pomona város az USA Kalifornia államában, Los Angeles megyében. Lakosainak száma 151 713 fő (2020. április 1.).

## Népesség
A település népességének változása:
| Lakosok száma | 3634 | 149 058 | 151 713 |
|               | 1890 | 2010    | 2020    |